# ワリャリョ・カルウィンチョ
ワリャリョ・カルウィンチョ(Huallallo Carhuincho, Wallallu Qarwinchu, など)は、アンデスの神話に登場する神（ワカ）であり、4人いる創造神の1人とされている。
ワリャリョ・カルインチョ、ワリャリョ・カルフィンチョ、ワヤジョ・カルインチョ、ワリョリャ・カルインチョ、ワリャル・カルウィンチュとも呼ばれる。火あるいは火山の神でもある。
以下ワリャリョと表記し解説する。

## 神話

### パリアカカとの戦い
ワリャリョは、最初の創造神ヤナムカ・インタナムカ（ヤナムカ・トゥタニャムカ）を倒し、その地の長（おさ）となり、また神として人々を支配した。
彼は口から火を吐くことができ、荒々しい気性で恐れられていた。さらに彼は、人肉を食べる習慣があった。人々に対し、2人以上の子供を持つことを禁じ、2人の子供のうち1人を両親に選ばせると、自分が食べるために差し出させ、もう1人は育ててもよいとした。
別の物語では、こんにちのリマの原型を築いたユンカ族（ヤウヨス地方の人々の隣人）が、高い雪山パリアカカの麓の湖にワリャリョという名の神像を造り、1年のうち決められた時期に子供と女を生贄として捧げていたという。
やがて、卵から生まれたとされる次の創造神パリアカカが、自分の力を試すべくワリャリョとの戦いを決意した。
別の物語では、雪山パリアカカに現れた神パリアカカが、ワリャリョへ人間の生贄を捧げるインディオに対し、自分は人間ではなくリャマと子リャマの血で満足するから人間をワリャリョへ捧げないよう命じている。インディオがワリャリョの報復を恐れていると知ったパリアカカはワリャリョと対決した。
ワリャリョは火を、パリアカカは嵐と洪水（風と雨と洪水）、あるいは水と雹を武器にして争った。
異説では、パリアカカは5人の人間で形成されており5方向から黄色と赤の雨を降らせ、稲妻の光も5方向で輝いた。
対してワリャリョは巨大な火焔となって対抗した。
雨水が低地のウラ・コチャの湖を溢れさせると、5人の分身の1人・リャクサ・チュラパが山を崩して水をせき止めた。
ワリャリョの炎は水を被りかけ、パリアカカはそこへなおも稲妻を浴びせた。
戦いの果てに水の力に破れたワリャリョは、鳥に変身してタシュリカ山へ逃げたが、パリアカカの息子が雷で襲ってきたため、多数の双頭の蛇をまき散らしながら、アマゾンの密林へ逃れた。

あるいは低地のアンティスーユへ逃れた。
残された蛇はパリアカカによって石に変えられた。
また別の物語では、ワリャリョはサウサ地方のアンデスへ追いやられた。さらに雪山パリアカカに変身したパリアカカが、ワリャリョを火山に変えたと伝えている。戦いで生じた湖はパリアカカと呼ばれ、クスコからシウダッド・デ・ロス・レイエスへの途上にあるという。
ワリャリョを成敗した後、パリアカカの息子たちはリャマリャック山へ行き、住民を集め、パリアカカを称揚するための儀式を定めたとも伝えられている。

### マナ・ニャムカ
ワリャリョの仲間で女性のワカ、マナ・ニャムカもパリアカカに戦いを挑んだが破れ、西の海に投げ込まれたとされている。

## 解説
ワリャリョが支配する時代、ワロチリ、ママ、チャクラの3地方は暑い気候であり、砂漠や雪山パリアカカでも作物が実り、さまざまな種類の美しい鳥がいたと伝えられている。インディオは現在この地域をユンカ（ユンガス）もしくはアンデと呼んでいるが、その名前は実は、沿岸の低地に広がる肥沃な地域、または山脈の西側の斜面を指している。この伝説は、かつて沿岸地域で暮らしていたインディオが侵入者によってワロチリの高地へ追いやられたことを暗示していると考える学者もいる。つまりワロチリ地方などが暑かったというのではなく、インディオが元々暮らしていた沿岸地域の情景がここに描写されているという推論である。なお、この時代は死んだ者が5日後に甦ったり、種は蒔かれてから5日後に実ったりしていたとされる。
ワリャリョは当時のインカのワロチリ地方の先住民（農民）の主要神で、そのモデルはワロチリ近郊の活火山であったと考えられている。
やがて、パリアカカを信仰する牧畜民がワロチリ地方に侵入してきて、ワリャリョを信仰する先住の農民たちを侵略して自分たちに同化させた。ワロチリに住むようになった牧畜民はヤウヨ（ある民族を大雑把に分ける名）と呼ばれ、低地に住む農民と対立してワロチリに移動した。しかし牧畜民が来る以前からずっとそこに住んでいた農民たちも、牧畜民と先祖を同じくするヤウヨの者であったと考えられている。先住ヤウヨ民族の神を、後から移住してきたヤウヨ民族の主神が追放したのである。
先住民族はユンカ族とも呼ばれていた。